# Photokina

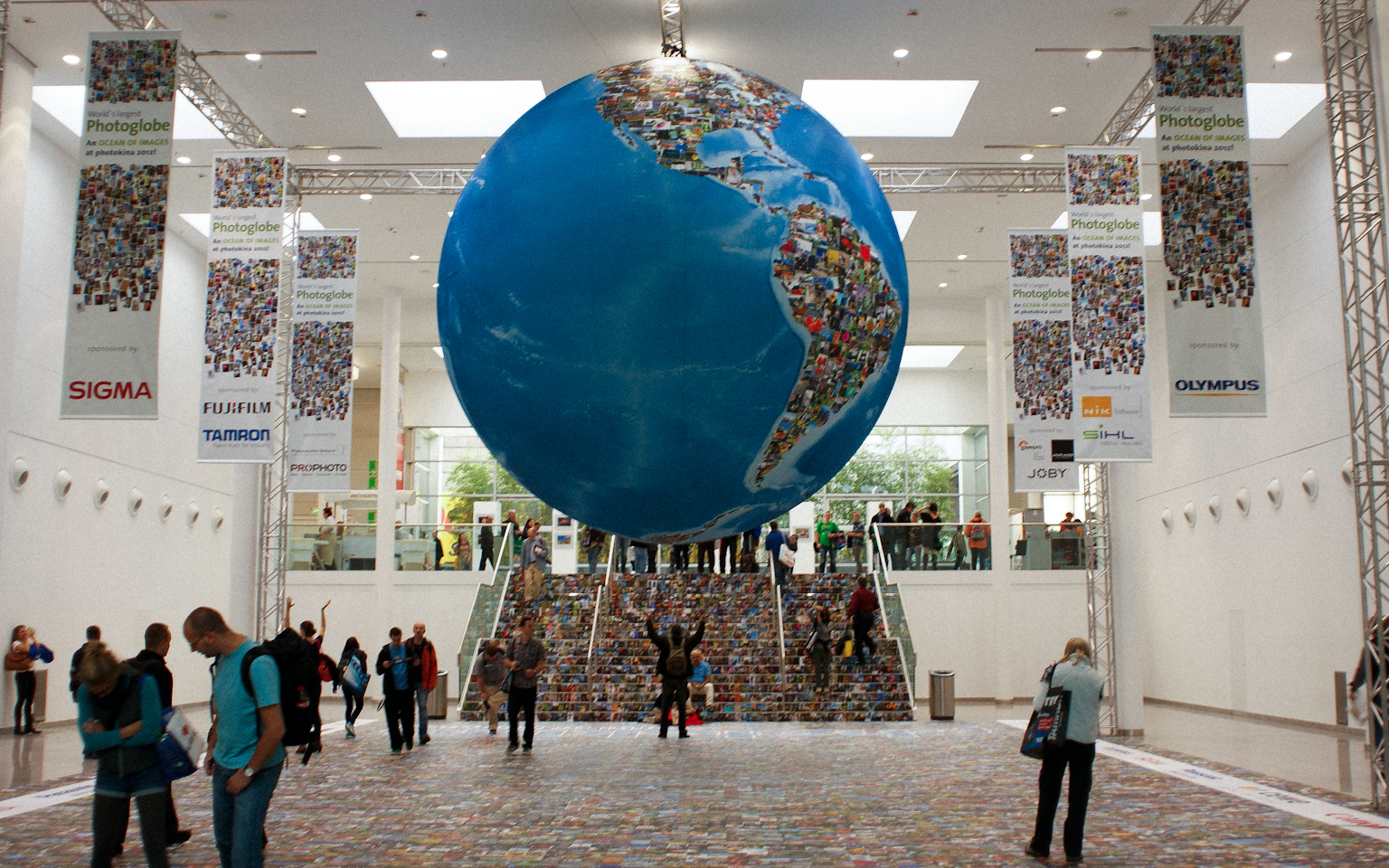
Photokina Colonia 2012

La photokina è la più grande e più importante fiera nel mondo della fotografia. La sua prima edizione si è tenuta nel 1950 e una nuova mostra è organizzata ogni due anni a Colonia, presso l'Exhibition Centre Cologne di Colonia, durante il mese di settembre.
Nella sua prima edizione il salone è stato chiamato Photo- und Kino-Ausstellung o "Esposizione fotografica e cinematografica",  ma è stato rinominato "photokina" nel 1951. Questo salone si è tenuto su iniziativa di Bruno Uhl. Precedentemente organizzato da Fritz Gruber, edizioni attuali sono organizzate da Koelnmesse GmbH e Photoindustrie-Verband eV.
La photokina ha due principali concorrenti, entrambi con cadenza annuale. Il salone CP+ che si svolge a Yokohama, in Giappone, originariamente chiamato Jappan Camera Show. Ed il PMA@CES che si tiene negli Stati Uniti, e che dal 2012 coincide con il CES di Las Vegas.

## Edizione 2008
La photokina 2008 si è tenuta dal 23 al 28 settembre. Ha ricevuto 169.119 visitatori per 1372 espositori.

## Edizione 2010
L'edizione 2010 si è svolta dal 21 al 26 settembre.

## Edizione 2012
L'edizione 2012 si è svolta dal 18 al 23 settembre.

## Edizione 2014
L'edizione 2014 si è svolta dal 16 al 21 settembre.

## Edizione 2016
L'edizione 2016 si è svolta dal 20 al 25 settembre.

## Edizione 2018
L'edizione 2018 si svolgerà dal 26 al 29 settembre.

## Edizione 2020
D'ora in poi, a partire dal 2020, si svolgerà ogni anno, la prossima edizione sarà dal 27 al 30 maggio. La prevista edizione del 2019 è stata cancellata.